# Ramariopsis pseudosubtilis
Ramariopsis pseudosubtilis är en svampart som beskrevs av R.H. Petersen 1969. Ramariopsis pseudosubtilis ingår i släktet Ramariopsis och familjen fingersvampar.   Inga underarter finns listade i Catalogue of Life.